# Interdiffusion de puits quantique
L'interdiffusion de puits quantique ou IPQ (Quantum Wells Intermixing) est un procédé qui vise à réaliser des composants optoélectroniques monolithiques, ce afin d'en réduire les coûts. Son utilisation se trouve principalement dans les télécommunications (par fibre optique).
Le principe est simple : en jouant sur la diffusion d'impureté dans un puits quantique, on en modifie la forme, donc l'énergie de gap et ainsi la longueur d'onde d'émission.

## Méthodes expérimentées
Diverses méthodes ont été expérimentées :
- L’encapsulation diélectrique, qui crée des lacunes dans l’hétérostructure sans pour autant y introduire d’impuretés. Il s’agit ici de déposer des couches de diélectrique sur le matériau ; et par un recuit rapide, de faire diffuser des atomes dans le diélectrique. Les structures seront ainsi modifiées. L’objectif de l’IPQ étant de modifier localement les propriétés du matériau, on a recours à des matériaux inhibiteurs ou inducteurs d’interdiffusion. Le SiO2 est notamment souvent utilisé dans ce rôle avec le GaAs (inducteur), ainsi que le Si3N4 et le SrF2 en tant qu’inhibiteurs. La reproductibilité de cette technique laisse cependant à désirer.

- L’interdiffusion induite par photoabsorption, qui utilise la stabilité thermique limitée des systèmes InGaAs/InGaAsP. Un faisceau laser (généralement IR) balaie le matériau, sa longueur d’onde est principalement absorbée par les puits quantiques et de ce fait échauffe la zone, favorisant l’interdiffusion. La définition spatiale de cette méthode est hélas limitée (environ 20 mm) par le fait que l’échauffement thermique produit se propage aux régions voisines.

- L’implantation ionique, à haute ou basse énergie. Dans le premier cas l’énergie d’implantation est de l’ordre du MeV et génère des lacunes directement dans le puits quantique. Avec un recuit, les lacunes générées vont diffuser et promouvoir l’interdiffusion des espèces des barrières et des puits. Dans le cas de l’implantation à faible énergie (quelques centaines de keV), on crée des lacunes en surface pour ensuite les faire diffuser dans le matériau. L’avantage de cette dernière méthode est que les implanteurs à faible énergie sont déjà employés dans l’industrie pour le dopage des semi-conducteurs.

- Enfin, la méthode d’interdiffusion par laser UV consiste à générer en surface une couche d’oxyde du matériau original, celle-ci jouant le rôle d’inhibiteur d’interdiffusion lors du recuit. On peut jouer sur le degré d’inhibition de la couche en jouant sur son épaisseur via l’énergie du laser excimère.